# Oncorhynchus rastrosus
Oncorhynchus rastrosus (лат.) — вид вымерших лучепёрых рыб из отряда лососеобразных, живших во времена верхнего миоцена (между 11 и 5 млн лет назад).

## Ареал
Oncorhynchus rastrosus обитал вдоль тихоокеанского побережья Северной Америки, в пресных водоемах и древних реках Калифорнии, доказательством служат окаменелые останки Oncorhynchus rastrosus, которые находят ученые-палеонтологи и археологи в штатах Калифорния, Орегон, Вашингтон.

## Рацион питания и значение зубов
Oncorhynchus rastrosus имел мелкие зубы и многочисленные жаберные тычинки, что свидетельствует о его рационе питания (планктонные организмы). Два зуба, росших примерно на месте клыков млекопитающих, были у Oncorhynchus резко увеличены в размерах, достигая длины в 2—3 см, и имели бивнеобразную или саблеобразную форму.
По поводу зубов Oncorhynchus rastrosus и его связи с современными лососями ответила профессор Калифорнийского университета США, доктор палеонтологических наук Джулия Санки:
«Зубы из пресноводных отложений не только крупнее, но также и более загнуты, а кончики этих зубов более изношены и тупы. Кроме того, костные основания более крупные. Зубы из прибрежных морских отложений меньше, прямее, острее, и их корни меньше. Это подтверждает нашу гипотезу о том, что у Oncorhynchus rastrosus происходили онтогенетические изменения между морским и пресноводным этапами жизни, как у современных лососей сегодня».
По мнению ученых, Oncorhynchus rastrosus использовал свои бивнеобразные зубы для схваток и демонстрации друг другу во время нерестового периода, происходившего в древних реках Северной Америки.
Длина взрослого самца достигала 3 метров, а масса — до 170—177 кг. Но известны случаи нахождения останков и крупнее, до 200 кг.